# Гай Брутий Презенс
Вижте пояснителната страница за други личности с името Гай Брутий Презенс.
Гай Брутий Презенс (на латински: Gaius Bruttius Praesens Lucius Fulvius Rusticus; *68; † 140, Рим) е от рода Брутии от Лукания. Живее през 2 век.
Брутий отначало е сенатор и се ползва с доверието на императорите Траян, Адриан и Антонин Пий. Приятел е с Плиний Млади и Адриан.
Брутий става triumvir capitalis, tribunus laticlavius и квестор в неизвестна провинция. Неговата съпруга Лаберия Хостилия Криспина е дъщеря на Маний Лаберий Максим (суфектконсул 89 г. и легат на провинция Долна Мизия 100 – 102 г.).
Около 114 г. е награден като легат на VI Железен легион в партската война. След като Адриан идва на власт, Брутий става легат, управител на Киликия. През 118 г. или 119 г. е консул, от 121 г. до 124 г. е легат на Кападокия и от 124 г. до 128 г. на Долна Мизия.
Той е проконсул на Африка, където са поставени две негови статуи на кон. След това през 138 г. получава специална мисия в Сирия. През 139 г. е за втори път консул. Брутий умира през 140 г. когато ръководи градската префектура като управител на Рим (Praefectus Urbi).
Синът на Брутий със същото име е консул през 153 и 180 г. и баща на бъдещата императрица Брутия Криспина, съпруга на император Комод.